# Бубеев, Радна Сагалаевич
Радна́ Сагала́евич Бубе́ев (1905—1994) — Герой Социалистического Труда, председатель колхоза имени Карла Маркса Баргузинского аймака Бурят-Монгольской АССР,

## Биография
Родился 15 марта 1905 года в улусе Барагхан Нурского булука Баргузинского уезда Забайкальской области (ныне Курумканский район Республики Бурятия). В возрасте 9 лет начал свою трудовую деятельность батраком у богачей.
В 1929 году вступил в сельскую коммуну. 

В 1931 году направлен на учебу в Школу народов севера в городе Кяхта, в том же году вступил в партию. 

Окончив школу в 1932 году Радна Бубеев несколько месяцев работал инструктором отделения Буркоопсоюза. Затем учился в Институте Народов Севера в Ленинграде.
После учебы Радна Бубеев вернулся в Бурятию, был направлен в Северобайкальский район, где работал в системе потребкооперации. 

В ноябре 1936 года Радна Бубеев был избран председателем колхоза имени Кирова Баргузинского района. В феврале 1940 года назначен председателем Улюкчиканского сельпо.
С началом Великой Отечественной войны мобилизован на фронт. Участник обороны Москвы и прорыва блокады Ленинграда, освобождал город Калинин, награжден медалью «За оборону Ленинграда».
С войны вернулся в 1945 году, работал заведующим молочно-товарной фермой в колхозе имени Кирова и был вновь избран председателем колхоза. 

В 1946-1947 годах колхоз под его руководством добивается высокого урожая зерновых и увеличивает продажу молока и мяса.
28 марта 1948 года Указом Президиума Верховного Совета СССР за получение высоких урожаев пшеницы Радне Сагалаевичу Бубееву присвоено звание Героя Социалистического Труда.
В 1950 году колхозы имени Калинина и Карла Маркса объединились, Радна Бубеев был избран председателем укрупненного колхоза имени Карла Маркса. 

В 1956 году стал бригадиром в своем колхозе. 

В 1957 году избран председателем Баянгольского сельсовета. 
Дважды, в 1951 и 1955 годах избирался депутатом Верховного Совета Бурятской АССР.
В 1959 году вышел на пенсию, но продолжал работать, был заведующим базой конторы Заготскот, управляющим отделением совхоза, завхозом в больнице.
В последние годы жизни проживал в селе Баянгол в Баргузинском районе Бурятии. 

Скончался 7 апреля 1994 года.

## Награды и звания
- Герой Социалистического Труда (1948)
- Орден Ленина (1948)
- Медаль «За оборону Ленинграда»

## Память
- Бюст Р.С. Бубеева установлен в аллее Героев Социалистического Труда в селе Курумкан[2].
- В селе Баянгол состоялось открытие «Аллеи Трудовой Славы»